# 盐见孝也
盐见孝也（日语：／ Shiomi Takaya；1941年5月22日—2017年11月14日），日本新左翼活动家，原共产主义者同盟赤军派議長、最高领袖、恐怖主义分子。有“日本的列宁”之称号。他也以其组织名和笔名“一向健”出名。。

## 早年
1941年，盐见孝也出生于大阪府大阪市十三的一个医生家庭，出生后一年即移居至冈山县和气郡神根村（现为备前市）。二战后则在母亲的故乡广岛县尾道市长大，就读于尾道市立长江小学校，后进入广岛大学附属福山中学校・高等学校，最终于1962年进入京都大学文学部就读。

## 活动
就读京都大学期间，盐见孝也成为了共産主義者同盟（崩得）的一名活动家，并担任了京都府学联书记长和社学同书记长等要职。他在京都大学只读了两年就辍学了。。但在1969年，他对之前的“崩得派”的活动感到不满，认为“不能用过去的策略去进行70年的斗争。被动的阶级斗争论没有前景，我们需要积极主动的攻击性阶级斗争。”于是他便开始主张武力斗争。随后他与以仏德二为代表的关东派产生了分歧，决定与其脱离，并以所谓的关西崩得派为核心成立了共产主义者同盟赤军派，并被选为该组织的议长。赤军派成员约有400人，主要来自京都大学、同志社大学和立命馆大学，其军事委员长是来自大阪市立大学的田宫高麿。
1969年秋季，他指挥了在大阪和东京进行的袭击派出所和警车等的行动，即“大阪战争”和“东京战争”。然而，由于11月“大菩萨峠事件”的失败，包括主要干部在内的53人被捕，这对组织造成了重大打击。
此后，他提出了“国际根据地论”，认为“一国内的斗争有其限制。应以劳动者国家（古巴）为根据地，在那里进行军事训练，然后将经过革命军事训练的队伍派往各地，发动武装起义，实现‘世界共产主义革命’。”
1970年，他策划了一起名为“凤凰作战”的劫机事件。为此，他进行了多次侦察，并制定了详细的计划，确定了执行部队的成员，最终决定在3月下旬实施。然而，就在计划即将实施前的3月15日，他在东京丰岛区驹込町被警方逮捕。尽管盐见被捕，但执行部队得知此消息后，仍商议善后策略，并按原定计划进行了劫机行动。3月31日，由田宫高麿领导的9名成员，在羽田机场劫持了日本航空351号班机，然后逃往了朝鲜，是为“淀号劫机事件”。
盐见孝也因涉嫌违反爆炸物管制法，作为“淀号劫机事件”的同谋以及违反破坏活动防止法等罪名而被起诉。在法庭斗争期间，赤军派一直处于1972年的“联合赤军事件”之后的分裂状态。1974年，盐见成立了赤军派（无产者革命派）。然而，随后赤军派（无产者革命派）也发生了内部分裂。盐见派于1979年成立了日本社会科学研究所（马克思列宁主义、毛泽东思想）。1980年，盐见孝也被判处有期徒刑18年的刑罚，在府中监狱服刑，并最终度过了长达19年零9个月的监禁生活，直到1989年12月获释。

## 晩年
出狱后，盐见孝也主持了“ぱとり・自主日本の会”，定期在东京市内召开集会等活动。他多次前往朝鲜与田宫等人再会。此外，近年来，他宣扬民族主义，与一水会等组织一起举办“国之日集会”（每年9月2日举行），发表一些涉及“淀号劫机事件”的执行犯是否参与绑架日本人的言论，引发争议。
然而，值得一提的是，他对于民族主义的观点来自于对自己过去内部斗争的反省和对祖国的热爱，他认为如果志向一致的革命者之间有问题，应该无偏见地解决。
对于淀号劫机事件，盐见本人辩称无罪，尽管他可能因新宿骚乱而被追究刑事责任。 不过，他也批评了劫机事件本身，称这是“小资产阶级激进主义”。
对于赤军派和日本赤军，盐见尽管认为有反省的必要，但基本上是积极评价的。然而，他对于联合赤军（尤其是在浅间山庄事件后）持完全否定的态度，坚称自己和赤军派与其毫无关系。然而，一些人指责他和赤军派的理论与连合赤军在浅间山庄事件中的暴力和"共产主义化"理论存在相似之处。
2015年4月以后，“ぱとり・自主日本の会”的活动暂停，之后盐见以和驻车场相关人士为中心，主办了“银河之会”。他们的政治活动口号是“打倒剥夺年轻人希望的安倍政权，反对虐待老人的清濑市政府”。
2015年4月26日，他参加了清濑市议会议员的补选，但在23名候选人中排名第22位（共有20个席位），未当选。
2017年11月14日，盐见孝也因心力衰竭在东京都小平市的医院内逝世，享年76岁。

## 轶事
- 歌手PANTA在谈到盐见孝也时表示：“我觉得盐见先生也许曝露得有点过分。在赤军时期，他真的非常了不起，对我们来说是超然物外的存在。”
- 在60多岁的时候，盐见孝也开始感受到自己年龄增长所伴随的身体衰退。通过清濑市当地的银发人才市场介绍，他以时薪950日元的报酬被推荐为当地一个所属的停车场管理员（位于西友超市旁边的停车场）。他在自己的个人网站和《新潮周刊》（2008年5月1日及8日号）等媒体上谈论了自己的充实生活，并表示以前的生活费是靠同伴的援助和工会的捐款。然而，由于历史原因，有些人对于这样一个形式上宣扬反权力，现在接受现有权力体制的保护的革命家提出了批评之声（《新潮周刊》（2008年5月1日及8日号）中的报道）。
- 他在mixi社交网络上以"預言者"的网名进行活动。

## 著作
- 過渡期社会論 酒井隆樹共著 共産主義者同盟赤軍派(プロ革)編 査証出版 1975
- . 査証出版. 1975-03-20. NDLJP: 12246641.
- 封建社会主義と現代—塩見孝也獄中論文集  塩見孝也救援会,高泽皓司編 新泉社1988
- いま語っておくべきこと 現代資本主義論と社会主義論　革命的左翼運動の総括 川島豪対談　新泉社　1990
- 「リハビリ」終了宣言—元赤軍派議長の獄中二十年とその後の六年半  紫翠会出版　1996
- さらば赤軍派 私の幸福論  オークラ出版　2002
- 赤軍派始末記 元議長が語る40年  彩流社　2003
- 監獄記—厳正独房から日本を変えようとした、獄中20年。 オークラ出版　2004
- 革命バカ一代　駐車場日記-たかが駐車場、されど駐車場　 鹿砦社　2014

其他
- サイキック10年ファイル 1988 - 1998 （座談会）青心社 1998年8月、ISBN 4878921528

## 相关作品
电影
- 《真实记录：联合赤军 浅间山庄之路》 2008年，若松孝二导演。盐见（坂口拓饰演）
- 《革命的孩子们》 2010年，纪录片